# كسكسي بالبوري (فلم)
كسكسي بالبوري أو كسكسي بالسمك أو الكسكسي والبوري (بالفرنسية: La graine et le mulet) فيلم تونسي فرنسي من إخراج عبد اللطيف كشيش، أصدر في 12 ديسمبر 2007.

## وصلات خارجية
- مقالات تستعمل روابط فنية بلا صلة مع ويكي بيانات